# Белое (озеро, Шатурский район у д. Дубасово)
Бе́лое (ранее — Глухо́е) — озеро в Пышлицком сельском поселении Шатурского района Московской области, в 0,5 км к западу от деревни Дубасово.

## Физико-географическая характеристика
В формировании озера участвовали ледниковые и карстовые процессы. Котловина имеет форму узкой воронки.
Площадь — 0,24 км² (24,5 га), длина — около 800 м, ширина — около 500 м. Для озера характерны отлогие, холмистые и песчаные берега. Высота над уровнем моря — 118,9 м.
Глубина — 9,4-25,5 м, максимальная глубина достигает 34,4 м (по некоторым данным до 40 м). Озеро является одним из самых глубоких водоёмов Московской области. Дно песчаное, покрыто илом. Вода прозрачная.
Берега озера покрыты лесом. Среди водной растительности распространены камыш, жёсткий тростник, стрелолист, ряска, элодея, телорез, рдесты; встречаются: кубышка, кувшинка, осоки, рогоз, земноводная гречиха, канадский рис, водокрас лягушачий, водяной хвощ, реже — сабельник, частуха подорожниковая. Белое озеро — единственное в области место произрастания полушника щетинковидного, занесённого в Красные книги России и Московской области. В озере обитают более 20 видов рыб: щука, язь, плотва, окунь, карась, карп, толстолобик, ёрш, голец, линь, судак, лещ, пелядь, белый амур, форель, стерлядь, пельма, муксун и др. В изобилии водятся раки.
Озеро и прилегающие леса являются государственным природным заказником регионального значения. Особо охраняемая природная территория в Подмосковье.
На северо-западном берегу озера расположен санаторий «Озеро Белое» и посёлок санатория.